# Argon
Argon (Ar, łac. argon) – pierwiastek chemiczny będący gazem szlachetnym. Jest praktycznie niereaktywny i nie ma żadnego znaczenia biologicznego, jest także jednym ze składników powietrza. Argon wyodrębnili i zidentyfikowali Lord Rayleigh i sir William Ramsay w 1894 roku, usuwając z powietrza tlen, azot, dwutlenek węgla i parę wodną.
Atomy argonu mogą zostać uwięzione w sieci innych cząsteczek tworząc klatraty, np. Ar6(H2O)46 i Ar(hydrochinon)3. W roku 2000 doniesiono o otrzymaniu pierwszego związku argonu, fluorowodorku HArF.
Izotopy stabilne to 36Ar, 38Ar i 40Ar.
Występujący na Ziemi argon ma wyższą masę atomową (39,948 u) niż następny po nim potas (39,0983 u). Jest to spowodowane tym, że nietrwały izotop potasu 40K przechodzi w argon (prawie cały argon na Ziemi pochodzi właśnie z tego źródła), zgodnie z reakcjami (kanałami rozpadu):
{\displaystyle {}_{19}^{40}{\hbox{K}}+{e^{-}}\;\to \;{}_{18}^{40}{\hbox{Ar}}+\nu _{e}} (wychwyt elektronu 10,72%)
{\displaystyle {}_{19}^{40}{\hbox{K}}\;\to \;_{18}^{40}{\hbox{Ar}}+{e^{+}}+\;\nu _{e}} (rozpad beta plus 0,001%)
{\displaystyle {}_{19}^{40}{\hbox{K}}\;\to \;_{20}^{40}{\hbox{Ca}}+{e^{-}}+{\overline {\nu }}_{e}} (rozpad beta minus 89,28%)
Dominujący izotop potasu 39K jest natomiast stabilny.
W atmosferze ziemskiej argon występuje w ilości 0,934% objętościowo (1,29% wagowo).

## Wykorzystanie
Skroplenie argonu (a także jego zestalenie) zostało dokonane po raz pierwszy przez polskiego fizyka i chemika, profesora UJ w Krakowie Karola Olszewskiego w 1895 roku.
Argon jest wykorzystywany do procesów chemicznych potrzebujących niereaktywnej atmosfery, jeśli nawet atmosfera azotu byłaby zbyt reaktywna. Z tego samego powodu jest jednym z podstawowych gazów (obok dwutlenku węgla) stosowanych w spawaniu w atmosferze ochronnej. Jego zaletą jako atmosfery ochronnej jest też jego większa gęstość od gęstości powietrza, dzięki czemu nie jest wypierany z nieszczelnej aparatury, lecz „ściele” się na jej dnie. Używa się go też w żarówkach, a dzięki niższej od powietrza przewodności cieplnej, podobnie jak krypton, wykorzystywany jest do wypełniania szyb zespolonych w nowoczesnych oknach. Argonem są wypełniane dyski twarde komputerów, w celu zmniejszenia zużycia talerzy i głowic czytających. W postaci mieszanin wypełnia się nim też detektory promieniowania.
Od 1976 roku pod kierownictwem dr Franklina Chang-Díaz trwają badania laboratoryjne nad wykorzystaniem argonu w silniku plazmowym o zmiennym impulsie właściwym.
Jony argonu Ar+ są wykorzystywane jako ośrodek czynny w laserze argonowym.

## Argon-41
Izotop argon-41, o okresie półrozpadu 110 minut, emitujący cząstki beta o energii 1,2 MeV i gamma (1,29 MeV), powstaje (w wyniku aktywowania neutronami termicznymi argonu-40) w dużych ilościach w reaktorach jądrowych, zwłaszcza tych chłodzonych powietrzem. Emitowany jest kominami wentylacyjnymi. Poziom jego aktywności nazywany jest aktywnością argonową. Organizmy żywe są narażone jedynie na napromieniowanie zewnętrzne, gdyż jako gaz szlachetny nie jest metabolizowany.